# Kevin (piłkarz)
Kevin Santos Lopes de Macedo (ur. 4 stycznia 2003 w São Paulo) – brazylijski piłkarz występujący na pozycji skrzydłowego, od 2024 roku zawodnik ukraińskiego Szachtara Donieck.